# Gilbert Fowler White
Pour les articles homonymes, voir Gilbert White (homonymie) et White.
Gilbert Fowler White, né le 26 novembre 1911 à Chicago et décédé le 5 octobre 2006 à Boulder (Colorado), est un géographe américain. Il est parfois qualifié de « père de la gestion des plaines inondables » et de « plus grand géographe de l'environnement du XXe siècle ». Il est essentiellement renommé pour ses travaux de recherche sur les risques naturels, notamment les inondations, ainsi que sur l'importance de la gestion de l'eau dans les sociétés contemporaines.
En 1992, il est le lauréat du Prix Vautrin-Lud, fréquemment considéré comme le « Prix Nobel de géographie ».

## Biographie
White grandit à Chicago, dans le quartier de Hyde Park, et passa plusieurs étés dans la vallée de la rivière Tongue, dans l'État du Wyoming. Il étudie ensuite à l'Université de Chicago, où il obtient son Bachelor of Science en 1932 et soutient sa thèse de doctorat en 1942 ; elle sera publiée en 1945.
De 1946 à 1955, il est le président du Haverford College, en Pennsylvanie. Il retourne ensuite à Chicago, où il est nommé professeur de géographie et devient la figure majeure de l'école de Chicago de recherches sur les risques naturels.
En 1970, il enseigne à l'Université du Colorado et prend sa retraite en 1980. Il obtient le Tyler Prize for Environmental Achievement en 1987. Sa première publication date de 1935, et White continua à publier jusqu'à plus de 90 ans, son dernier article datant de 2003.